# Conus ximenes
Conus ximenes е вид охлюв от семейство Conidae. Възникнал е преди около 0,78 млн. години по времето на периода кватернер. Видът не е застрашен от изчезване.

## Разпространение и местообитание
Разпространен е в Еквадор (Галапагоски острови), Мексико (Долна Калифорния), Панама, Перу и САЩ (Калифорния).
Обитава крайбрежията и пясъчните дъна на морета и заливи.